# Botswana a 2020. évi nyári olimpiai játékokon
Botswana a japán Tokióban megrendezett 2020. évi nyári olimpiai játékok egyik részt vevő nemzete volt. Az országot 4 sportágban 13 sportoló képviselte, akik 1 érmet szereztek.

## Érmesek
| Érem  | Versenyző                                              | Sportág  | Versenyszám     |
| ----- | ------------------------------------------------------ | -------- | --------------- |
| Bronz | Isaac Makwala Bayapo Ndori Zibane Ngozi Baboloki Thebe | Atlétika | Férfi 4 × 400 m |

## Atlétika
Férfi
| Versenyző                                              | Versenyszám | Előfutam | Előfutam | Előfutam | Elődöntő | Elődöntő | Elődöntő | Döntő   | Döntő    |
| Versenyző                                              | Versenyszám | Idő      | Hely.    | Össz.    | Idő      | Hely.    | Össz.    | Idő     | Helyezés |
| ------------------------------------------------------ | ----------- | -------- | -------- | -------- | -------- | -------- | -------- | ------- | -------- |
| Isaac Makwala                                          | 400 m       | 44,86    | 1.       | 2.       | 44,59    | 3.       | 6.       | 44,94   | 7.       |
| Leungo Scotch                                          | 400 m       | 45,32    | 4.       | 13.      | 45,56    | 5.       | 18.      | kiesett | kiesett  |
| Nijel Amos                                             | 800 m       | 1:45,04  | 1.       | 5.       | 2:38,49  | 8.       | 24.      | 1:46,41 | 8.       |
| Isaac Makwala Bayapo Ndori Zibane Ngozi Baboloki Thebe | 4 × 400 m   | 2:58,33  | 2.       | 2.       |          |          |          | 2:57,27 |          |

Női
| Versenyző             | Versenyszám | Előfutam      | Előfutam      | Előfutam      | Elődöntő | Elődöntő | Elődöntő | Döntő   | Döntő    |
| Versenyző             | Versenyszám | Idő           | Hely.         | Össz.         | Idő      | Hely.    | Össz.    | Idő     | Helyezés |
| --------------------- | ----------- | ------------- | ------------- | ------------- | -------- | -------- | -------- | ------- | -------- |
| Christine Botlogetswe | 400 m       | 53,99         | 8.            | 28.           | kiesett  | kiesett  | kiesett  | kiesett | kiesett  |
| Galefele Moroko       | 400 m       | 55,89         | 6.            | 41.           | kiesett  | kiesett  | kiesett  | kiesett | kiesett  |
| Amantle Montsho       | 400 m       | nem ért célba | nem ért célba | nem ért célba | kiesett  | kiesett  | kiesett  | kiesett | kiesett  |

## Ökölvívás
Férfi
| Versenyző      | Versenyszám | Selejtező                      | Nyolcaddöntő      | Negyeddöntő       | Elődöntő          | Döntő             | Helyezés |
| Versenyző      | Versenyszám | Ellenfél Eredmény              | Ellenfél Eredmény | Ellenfél Eredmény | Ellenfél Eredmény | Ellenfél Eredmény | Helyezés |
| -------------- | ----------- | ------------------------------ | ----------------- | ----------------- | ----------------- | ----------------- | -------- |
| Rajab Mahommed | Légsúly     | Yurberjen Martinez (COL) · 0–5 | kiesett           | kiesett           | kiesett           | kiesett           | 17.      |

Női
| Versenyző         | Versenyszám | Selejtező                       | Nyolcaddöntő      | Negyeddöntő       | Elődöntő          | Döntő             | Helyezés |
| Versenyző         | Versenyszám | Ellenfél Eredmény               | Ellenfél Eredmény | Ellenfél Eredmény | Ellenfél Eredmény | Ellenfél Eredmény | Helyezés |
| ----------------- | ----------- | ------------------------------- | ----------------- | ----------------- | ----------------- | ----------------- | -------- |
| Keamogetse Kenosi | Pehelysúly  | Karriss Artingstall (GBR) · 0–5 | kiesett           | kiesett           | kiesett           | kiesett           | 17.      |

## Súlyemelés
Női
| Versenyző          | Versenyszám | Szakítás | Szakítás | Lökés                    | Lökés                    | Összesen | Helyezés |
| Versenyző          | Versenyszám | Eredmény | Helyezés | Eredmény                 | Helyezés                 | Összesen | Helyezés |
| ------------------ | ----------- | -------- | -------- | ------------------------ | ------------------------ | -------- | -------- |
| Magdeline Moyengwa | 59 kg       | 70       | 13.      | érvényes kísérlet nélkül | érvényes kísérlet nélkül | kiesett  | kiesett  |

## Úszás
Férfi
| Versenyző     | Versenyszám | Előfutam | Előfutam | Előfutam | Elődöntő | Elődöntő | Elődöntő | Döntő   | Döntő    |
| Versenyző     | Versenyszám | Idő      | Hely.    | Össz.    | Idő      | Hely.    | Össz.    | Idő     | Helyezés |
| ------------- | ----------- | -------- | -------- | -------- | -------- | -------- | -------- | ------- | -------- |
| James Freeman | 200 m gyors | 1:52,87  | 6.       | 38.      | kiesett  | kiesett  | kiesett  | kiesett | kiesett  |
| James Freeman | 400 m gyors | 4:03,10  | 8.       | 35.      | kiesett  | kiesett  | kiesett  | kiesett | kiesett  |